# Sveriges värsta
Sveriges värsta var en programserie i TV4 mellan 19 september och 24 november 2005 där en jury korade Sveriges värsta i nio kategorier. Programledare var Linda Isacsson. Under sista veckan korades Sveriges värsta sångare, Martin Persson, till Sveriges värsta – Alla kategorier. Programmet var en spinoff på programserien Sveriges värsta bilförare.

## Sveriges värsta dansare
Sveriges värsta dansare sändes mellan 19 september och 22 september 2005. Sveriges värsta dansare blev Ingela "Beda" Wredendal.

### Jury
Lars-Åke Wilhelmsson

### Deltagare
- Bengt "Bengan" Engström, från Kristianstad, med Anette Engström
- Ingela "Beda" Wredendal, från Gällivare, (utan stödperson)
- Jeff Johansen, från Stockholm, med Josefine Ekman
- Niclas Johansson, från Stockholm, med Björn Runström
- Sandra Mårtensson, från Kristianstad, med Nikky Ramström

## Sveriges värsta kock[1]
Sveriges värsta kock sändes mellan 26 september och 29 september 2005. Sveriges värsta kock blev Tommy Söderstam. Domare var Melker Andersson.

### Deltagare
- Anders Isvén, från Stockholm, med Cecilia Isvén
- Helene von Hofsten, från Stockholm, med Christina von Hofsten
- Lisbeth Nilsson, från Karlskrona, med Anna-Lee Wittenby Bougarta
- Sofie Grabies, från Stockholm, med Mariusz "Marre" Ritter
- Tommy Söderstam, från Huddinge, med Stefan Nilsson

## Sveriges värsta hemmafixare
Sveriges värsta hemmafixare sändes mellan 3 oktober och 6 oktober 2005. Sveriges värsta hemmafixare blev Roger "Blom" Nilsson.

### Jury
- Björn Christiansson
- Karin Mannerstål

### Deltagare
- Agnes Blasevska, från Göteborg, med Karin Johansson
- Ingel Ekdahl Wikmark, från Stockholm, med Samantha Wikmark
- Per-Ola "Pelle" Fridh, från Ronneby, med Catrin Stellte
- Roger Nilsson, från Gävle, med Eva Nilsson
- Roger Young, från Stockholm, med Ronny Lennebrink

## Sveriges värsta sångare
Sveriges värsta sångare sändes mellan 10 oktober och 13 oktober 2005. Sveriges värsta sångare blev Martin Persson.

### Jury
- Bengt Palmers
- Claes af Geijerstam
- Magnus Bäcklund
- Jessica Andersson
- Pernilla Wahlgren

### Deltagare
- Gunnar Naumburg, med dotter
- Martin Persson, med Daniel Sjöholm
- Mia Lenander, med Carina Lenander
- Katarina Nyberg, med Linda Nyberg
- Sören Antman, med Anders Bergström

## Sveriges värsta casanova
Sveriges värsta casanova sändes mellan 17 oktober 2005 och 20 oktober 2005. Sveriges värsta casanova blev Anders Eliasson.

### Jury
- Gry Forssell
- Olivier de Paris

### Deltagare
- Anders Eliasson, med David Mörnsjö
- Daniel Bonin, med Mikeal Eriksson
- Dick Thurgren, med Mona Eklund
- Jorge Cabello, med Therese Argus
- Mattias Grönberg, med Daniel Bonin

## Sveriges värsta idrottare
Sveriges värsta idrottare sändes mellan 24 oktober och 27 oktober 2005. Sveriges värsta idrottare blev Helena Sälelinna.

### Jury
- Challe Berglund
- Elin Sundell
- Jimmy Samuelsson
- Joakim Rask
- Mattias Sunneborn
- Ralf Edström

### Deltagare
- Dillam Güler, från Skärholmen, med Celine Baran
- Helena Sälelinna, från Visby, med Nicole Filbee
- Ingvar Hybinette, från Täby, med Christoffer Hybinette
- Markus Holmer, från Ösmo, med Rob Whitcomb
- Peter Wolmsten, från Linköping, med Anders Björklund

## Sveriges värsta lantis
Sveriges värsta lantis sändes mellan 31 oktober och 3 november 2005. Sveriges värsta lantis blev Sonja Marttinen.

### Jury
- Peter Siepen
- Bingo Rimér

### Deltagare
- Anne-Lie Ottosson, från Luleå, med Stina Lidström
- Kate Svahn, från Kristinehamn, med Veronika Larsson
- Niklas Jonsson, från Skänninge, med Liselott Jonsson
- Sonja Marttinen, från Ransäter, med Veronika Larsson
- Sven-Ingvar "Snappe" Eriksson, från Hammerdal, med Leena Eriksson

## Sveriges värsta stadsbo
Sveriges värsta stadsbo sändes mellan 7 november och 10 november 2005. Sveriges värsta stadsbo blev Marianne Stjernvall

### Jury
- Gutta Andersson.

### Deltagare
- Fredrik Nilsson, från Halmstad, med Samuel Sandholm
- Kim Muca, från Bromma, med Alexis Gaete Garcia
- Leslie von Untracht, från Sollentuna, med Bengt von Untracht
- Marianne Stjernvall, från Sollentuna, med Sofie och Ulrika
- Patrik Skjöldebrand, från Stockholm, med Erik Martling

## Sveriges värsta make
Sveriges värsta make sändes mellan 14 november och 17 november 2005. Sveriges värsta make blev Henrik Andersson.

### Jury
- Micke Dubois

### Deltagare
- Henrik Andersson, från Överkalix, med Theresia Andersson
- Håkan Andersson, från Stockholm, med Christian Eger
- Mikael Lindström, från Skärblacka, med Ida Lindström
- Lars Håkansson, från Munka Ljungby, med Moa Håkansson

## Sveriges värsta värsta
Sveriges värsta värsta sändes mellan den 21 november och 24 november 2005. "Vinnare" blev Sveriges värsta sångare, Martin Persson. 
Under finalveckan fick de som utsetts till Sveriges värsta i de nio kategorierna komma tillbaka igen för en finalvecka. Under veckan fick de lära sig att bli bättre i sin kategori. Till slut återstod det endast ett par deltagare och då utsågs vinnaren, dvs. den värsta av de värsta. 

### Deltagare
- Ingela "Beda" Wredendal, från Gällivare (ingen stödperson)
- Sonja Marttinen, från Ransäter, med Veronika Larsson
- Tommy Söderstam, från Huddinge, med Stefan Nilsson
- Roger Nilsson, från Gävle, med Eva Nilsson
- Martin Persson, med Daniel Sjöholm
- Anders Eliasson, med David Mörnsjö
- Helena Sälelinna, från Visby, med Nicole Filbee
- Marianne Stjernvall, från Sollentuna kommun, med Sofie och Ulrika
- Henrik Andersson, från Överkalix, med Alhumbra Andersson